# 政治家篇
《政治家篇》是柏拉圖的一篇哲學對話，是《智士篇》的續作。文中蘇格拉底與幾名對話者論述「誰是政治家」這一主題。該對話通常被歸入柏拉圖的晚期作品中。
《智士篇》中描寫蘇格拉底與來自伊利亞學派的「異鄉人」討論智士、政治家和哲學家的定義問題。異鄉人認爲三者各有不同，但需要對每個概念進行詳細分析以找到它們的區別。《政治家篇》即爲柏拉圖尋找「政治家」的定義的篇章，然而值得注意的是柏拉圖似乎並未在此之後專門撰寫一篇《哲學家篇》。